# Diamante Reina de Holanda
El Reina de Holanda (en inglés Queen of Holland) es un diamante grande de 135,92 quilates (27,2 g) de peso y casi incoloro (ligeramente azul). Recibe su nombre de la reina Guillermina de Holanda, quien reinó en los Países Bajos desde 1890 hasta 1948.

## Características
El Gemological Institute of America (GIA) ha clasificado el diamante como "Internamente Impecable" (sin imperfecciones internas), con un color D (en el grado más alto). Es uno de los diamantes más grandes del mundo con una calidad excepcional.
Fue tallado en 1904 en Ámsterdam con forma de cojín y un peso de 136,25 quilates, pero su origen es incierto. Algunos expertos creen que proviene de Sudáfrica, y otros opinan que su origen es Golconda en la India, porque su color es típico de los diamantes de aquella zona. Sea cual sea la verdad, el diamante está vinculado a la India. En 1930, fue adquirido por el maharajá de Nawanagar, Kumar Ranjitsinhji Vibhaji (1872-1933), quien lo confió a la joyería Cartier de París para que lo engastara en un collar ceremonial junto con muchas otras gemas.
Posteriormente, la compañía Cartier adquirió el diamante y lo puso a la venta en 1960 en la joyería Cartier de Londres. Debido a su altísimo precio, no se vendió hasta 1978 al joyero neoyorquino William Goldberg, quien lo modificó ligeramente hasta alcanzar su peso actual de 135,92 quilates (27,2 g) y lo revendió poco después por un valor estimado de 7 millones de dólares.
El diamante Reina de Holanda pertenece actualmente al libanés Robert Mouawad, quien lo exhibe en su museo privado de Beirut.